# Боровское (Винницкая область)
Боровско́е (укр. Борівське) — село на Украине, находится в Шаргородском районе Винницкой области.
Код КОАТУУ — 0525380502. Население по переписи 2001 года составляет 152 человека. Почтовый индекс — 23508. Телефонный код — 4344.
Занимает площадь 0,27 км².

## Адрес местного совета
23507, Винницкая область, Шаргородский р-н, с. Гибаловка, ул. Молодёжная, 4